# Lúcio Seio Tuberão
Lúcio Seio Tuberão (em latim: Lucius Seius Tubero) foi um senador romano nomeado cônsul sufecto no lugar de Tibério em fevereiro de 18. Era filho do prefeito pretoriano Lúcio Seio Estrabão e irmão do famigerado Lúcio Élio Sejano, sucessor do pai.

## Carreira
Tuberão serviu como legado militar de Germânico em sua campanha na Germânia. Em 24, foi acusado juntamente com Cneu Cornélio Lêntulo Áugure, Víbio Sereno e Marco Cecílio Cornuto de conspirar para matar Tibério, mas todos foram absolvidos pelo imperador.